# Élections législatives de 1997 dans le Val-d'Oise
Les élections législatives françaises de 1997 se déroulent les 25 mai et 1er juin. Dans le département du Val-d'Oise, neuf députés sont à élire dans le cadre de neuf circonscriptions.

## Élus
| Circonscription                                 | Député sortant        | Parti | Parti    | Député élu ou réélu    | Parti | Parti     |
| ----------------------------------------------- | --------------------- | ----- | -------- | ---------------------- | ----- | --------- |
| 1re                                             | Philippe Houillon     |       | UDF (PR) | Philippe Houillon      |       | UDF (PR)  |
| 2e                                              | Christian Gourmelen*  |       | UDF (PR) | Dominique Gillot       |       | PS        |
| 3e                                              | Jean Bardet           |       | RPR      | Jean Bardet            |       | RPR       |
| 4e                                              | Francis Delattre      |       | UDF (PR) | Francis Delattre       |       | UDF (PR)  |
| 5e                                              | Georges Mothron       |       | RPR      | Robert Hue             |       | PCF       |
| 6e                                              | Jean-Pierre Delalande |       | RPR      | Jean-Pierre Delalande  |       | RPR       |
| 7e                                              | Raymond Lamontagne    |       | RPR      | Yves Cochet            |       | Les Verts |
| 8e                                              | Pierre Lellouche      |       | RPR      | Dominique Strauss-Kahn |       | PS        |
| 9e                                              | Marcel Porcher        |       | RPR      | Jean-Pierre Blazy      |       | PS        |
| * député sortant ne se représentant pas en 1997 |                       |       |          |                        |       |           |

## Résultats

### Résultats à l'échelle du département
| Parti                 | Parti                                    | Premier tour | Premier tour | Second tour | Second tour | Sièges |
| Parti                 | Parti                                    | Voix         | %            | Voix        | %           | Sièges |
| --------------------- | ---------------------------------------- | ------------ | ------------ | ----------- | ----------- | ------ |
|                       | Parti socialiste                         | 61 366       | 16,03        | 112 557     | 27,98       | 2      |
|                       | Parti communiste français                | 42 334       | 11,06        | 20 974      | 5,21        | 1      |
|                       | Les Verts                                | 21 771       | 5,69         | 22 891      | 5,69        | 1      |
|                       | Parti radical-socialiste                 | 19 601       | 5,12         | 39 947      | 9,93        | 1      |
|                       | Divers gauche dont MDC                   | 16 639       | 4,35         |             |             | 0      |
|                       | Gauche plurielle                         | 161 711      | 42,24        | 196 369     | 48,82       | 5      |
|                       |                                          |              |              |             |             |        |
|                       | Rassemblement pour la République         | 62 743       | 16,39        | 112 089     | 27,87       | 2      |
|                       | Union pour la démocratie française       | 40 757       | 10,64        | 73 524      | 18,28       | 2      |
|                       | La Droite indépendante                   | 10 232       | 2,67         |             |             | 0      |
|                       | Divers droite dont MDR                   | 3 593        | 0,94         | 0           |             |        |
|                       | Droite parlementaire                     | 117 325      | 30,64        | 185 613     | 46,15       | 4      |
|                       |                                          |              |              |             |             |        |
|                       | Front national                           | 72 170       | 18,85        | 20 247      | 5,03        | 0      |
|                       | Divers écologiste dont LT-LNÉ, MÉI et GÉ | 16 371       | 4,28         |             |             | 0      |
|                       | Extrême gauche dont LCR, LO, AREV et PT  | 12 757       | 3,33         | 0           |             |        |
|                       | Extrême droite                           | 1 885        | 0,49         | 0           |             |        |
|                       | Divers dont PLN                          | 657          | 0,17         | 0           |             |        |
|                       |                                          |              |              |             |             |        |
| Inscrits              | Inscrits                                 | 601 839      | 100,00       | 601 907     | 100,00      | 9      |
| Abstentions           | Abstentions                              | 203 945      | 33,89        | 179 388     | 29,8        |        |
| Votants               | Votants                                  | 397 894      | 66,11        | 422 519     | 70,2        |        |
| Blancs et nuls        | Blancs et nuls                           | 15 018       | 3,77         | 20 290      | 4,8         |        |
| Exprimés              | Exprimés                                 | 382 876      | 96,23        | 402 229     | 95,2        |        |
| Source : Data.gouv.fr |                                          |              |              |             |             |        |

### Résultats par circonscription

#### Première circonscription (Pontoise)
| Candidat       | Candidat                        | Parti             | Premier tour | Premier tour | Second tour | Second tour |  |
| Candidat       | Candidat                        | Parti             | Voix         | %            | Voix        | %           |  |
| -------------- | ------------------------------- | ----------------- | ------------ | ------------ | ----------- | ----------- |  |
|                | Philippe Houillon sortant réélu | UDF (PR)          | 13 577       | 30,03        | 21 183      | 43,07       |  |
|                | Jean-Pierre Béquet              | PS                | 11 268       | 24,92        | 20 640      | 41,96       |  |
|                | Marie-Thérèse Philippe          | FN                | 9 281        | 20,53        | 7 462       | 14,97       |  |
|                | Évelyne Gilibert                | PCF               | 3 755        | 8,31         |             |             |  |
|                | Pascal Tourbe                   | Les Verts         | 2 109        | 4,66         |             |             |  |
|                | Albert Michaud                  | LDI (MPF)         | 1 199        | 2,65         |             |             |  |
|                | Jean-Guy Sayous                 | GÉ                | 1 047        | 2,32         |             |             |  |
|                | Sylvaine Farjon                 | LT-LNÉ            | 829          | 1,83         |             |             |  |
|                | Jean-Yves Mennecier             | PT                | 826          | 1,83         |             |             |  |
|                | Xavier Lombard                  | US4J              | 657          | 1,45         |             |             |  |
|                | Michel Nodin                    | IR                | 268          | 0,59         |             |             |  |
|                | Dominique Ameye                 | Divers écologiste | 248          | 0,55         |             |             |  |
|                | Maurice Massengo Tiasse         | MDR               | 148          | 0,33         |             |             |  |
|                | Robert Nageli                   | Divers            | 0            | 0            |             |             |  |
|                |                                 |                   |              |              |             |             |  |
| Inscrits       | Inscrits                        | Inscrits          | 68 492       | 100,00       | 68 488      | 100,00      |  |
| Abstentions    | Abstentions                     | Abstentions       | 21 278       | 31,07        | 17 750      | 25,92       |  |
| Votants        | Votants                         | Votants           | 47 214       | 68,93        | 50 738      | 74,08       |  |
| Blancs et nuls | Blancs et nuls                  | Blancs et nuls    | 2 002        | 4,24         | 1 553       | 3,06        |  |
| Exprimés       | Exprimés                        | Exprimés          | 45 212       | 95,76        | 49 185      | 96,94       |  |

#### Deuxième circonscription (Saint-Ouen-l'Aumône)
| Candidat       | Candidat                     | Parti          | Premier tour | Premier tour | Second tour | Second tour |  |
| Candidat       | Candidat                     | Parti          | Voix         | %            | Voix        | %           |  |
| -------------- | ---------------------------- | -------------- | ------------ | ------------ | ----------- | ----------- |  |
|                | Régis Humbert                | UDF (PR)       | 16 109       | 26,83        | 20 063      | 48,16       |  |
|                | Dominique Gillot élue        | PS             | 12 607       | 21           | 32 362      | 51,84       |  |
|                | Jean-Pierre Emie             | FN             | 10 275       | 17,12        |             |             |  |
|                | Isabelle Massin              | Divers gauche  | 7 927        | 13,2         |             |             |  |
|                | Laurent Dumond               | PCF            | 3 426        | 5,71         |             |             |  |
|                | Marc Denis                   | Les Verts      | 1 894        | 3,15         |             |             |  |
|                | Christian Brison             | LO             | 1 564        | 2,61         |             |             |  |
|                | Jean-Michel Bertrand         | LDI (MPF)      | 1 372        | 2,29         |             |             |  |
|                | Sandra Iaconelli             | GÉ             | 1 086        | 1,81         |             |             |  |
|                | Françoise Hug                | LT-LNÉ         | 681          | 1,13         |             |             |  |
|                | Jean-Pierre Reyal            | MDC            | 626          | 1,04         |             |             |  |
|                | Christian Schmitt            | US4J           | 605          | 1,01         |             |             |  |
|                | Jonathan Cohen               | Divers         | 527          | 0,88         |             |             |  |
|                | Catherine Jegou              | LCR            | 431          | 0,72         |             |             |  |
|                | Philippe Goudeau             | MÉI            | 402          | 0,67         |             |             |  |
|                | Norbert Trichard             | PT             | 336          | 0,56         |             |             |  |
|                | Christian Rivoal             | MDR            | 162          | 0,27         |             |             |  |
|                | Béatrice Mallebranche Chabot | Divers         | 4            | 0,01         |             |             |  |
|                |                              |                |              |              |             |             |  |
| Inscrits       | Inscrits                     | Inscrits       | 93 380       | 100,00       | 93 380      | 100,00      |  |
| Abstentions    | Abstentions                  | Abstentions    | 31 000       | 33,2         | 27 566      | 29,52       |  |
| Votants        | Votants                      | Votants        | 62 380       | 66,8         | 65 814      | 70,48       |  |
| Blancs et nuls | Blancs et nuls               | Blancs et nuls | 2 346        | 3,76         | 3 389       | 5,15        |  |
| Exprimés       | Exprimés                     | Exprimés       | 60 034       | 96,24        | 62 425      | 94,85       |  |

#### Troisième circonscription (Herblay)
| Candidat       | Candidat                  | Parti          | Premier tour | Premier tour | Second tour | Second tour |  |
| Candidat       | Candidat                  | Parti          | Voix         | %            | Voix        | %           |  |
| -------------- | ------------------------- | -------------- | ------------ | ------------ | ----------- | ----------- |  |
|                | Jean Bardet sortant réélu | RPR            | 13 549       | 29,07        | 24 643      | 50,53       |  |
|                | Maurice Boscavert         | PS             | 11 635       | 24,96        | 24 130      | 49,47       |  |
|                | Jean Cuignache            | FN             | 8 097        | 17,37        |             |             |  |
|                | Odile Cantin              | PCF            | 5 630        | 12,08        |             |             |  |
|                | Daniel Vasseure           | Les Verts      | 1 679        | 3,6          |             |             |  |
|                | Annick Lemoine            | LDI (MPF)      | 1 401        | 3,01         |             |             |  |
|                | Raymond Tavernier         | LO             | 1 356        | 2,91         |             |             |  |
|                | Éric Denne                | GÉ             | 1 131        | 2,43         |             |             |  |
|                | Christian René            | LT-LNÉ         | 714          | 1,53         |             |             |  |
|                | Claude Guedj              | US4J           | 618          | 1,33         |             |             |  |
|                | Evelyne Morel             | PT             | 386          | 0,83         |             |             |  |
|                | Gilles Chrétien           | Divers droite  | 211          | 0,45         |             |             |  |
|                | Emmanuel Elalouf          | Divers gauche  | 169          | 0,36         |             |             |  |
|                | Pierre Busnel             | Divers droite  | 40           | 0,09         |             |             |  |
|                | Cécile Venturini          | Divers         | 0            | 0            |             |             |  |
|                |                           |                |              |              |             |             |  |
| Inscrits       | Inscrits                  | Inscrits       | 72 797       | 100,00       | 72 794      | 100,00      |  |
| Abstentions    | Abstentions               | Abstentions    | 24 237       | 33,29        | 21 078      | 28,96       |  |
| Votants        | Votants                   | Votants        | 48 560       | 66,71        | 51 716      | 71,04       |  |
| Blancs et nuls | Blancs et nuls            | Blancs et nuls | 1 944        | 4            | 2 943       | 5,69        |  |
| Exprimés       | Exprimés                  | Exprimés       | 46 616       | 96           | 48 773      | 94,31       |  |

#### Quatrième circonscription (Franconville)
| Candidat       | Candidat                       | Parti                      | Premier tour | Premier tour | Second tour | Second tour |  |
| Candidat       | Candidat                       | Parti                      | Voix         | %            | Voix        | %           |  |
| -------------- | ------------------------------ | -------------------------- | ------------ | ------------ | ----------- | ----------- |  |
|                | Francis Delattre sortant réélu | UDF (PR)                   | 11 071       | 25,67        | 22 278      | 50,23       |  |
|                | François Gayet                 | PRS (PS)                   | 10 689       | 24,79        | 22 078      | 49,77       |  |
|                | Jean-Pierre Guidon             | FN                         | 7 497        | 17,39        |             |             |  |
|                | Rosita Jaouen                  | PCF                        | 3 398        | 7,88         |             |             |  |
|                | Jean-Christophe Poulet         | Les Verts                  | 1 823        | 4,23         |             |             |  |
|                | Christophe Quarez              | Divers droite (Maj. prés.) | 1 636        | 3,79         |             |             |  |
|                | Daniel Blaise                  | GÉ                         | 1 482        | 3,44         |             |             |  |
|                | Daniel Michel                  | LDI (MPF)                  | 1 407        | 3,26         |             |             |  |
|                | Jean-Claude Bon                | LO                         | 1 181        | 2,74         |             |             |  |
|                | Pierre-François Simeoni        | MÉI                        | 1 049        | 2,43         |             |             |  |
|                | Brice Guigno                   | Divers droite              | 584          | 1,35         |             |             |  |
|                | Jean Poussin                   | MDC                        | 469          | 1,09         |             |             |  |
|                | Jean-Claude Vitran             | US4J                       | 456          | 1,06         |             |             |  |
|                | Aline Courbaron                | PT                         | 271          | 0,63         |             |             |  |
|                | Benoit Frappe                  | PLN                        | 70           | 0,16         |             |             |  |
|                | Régine Baroche                 | Divers                     | 40           | 0,09         |             |             |  |
|                |                                |                            |              |              |             |             |  |
| Inscrits       | Inscrits                       | Inscrits                   | 69 026       | 100,00       | 69 026      | 100,00      |  |
| Abstentions    | Abstentions                    | Abstentions                | 24 239       | 35,12        | 21 562      | 31,24       |  |
| Votants        | Votants                        | Votants                    | 44 787       | 64,88        | 47 464      | 68,76       |  |
| Blancs et nuls | Blancs et nuls                 | Blancs et nuls             | 1 664        | 3,72         | 3 108       | 6,55        |  |
| Exprimés       | Exprimés                       | Exprimés                   | 43 123       | 96,28        | 44 356      | 93,45       |  |

#### Cinquième circonscription (Argenteuil)
| Candidat       | Candidat                | Parti          | Premier tour | Premier tour | Second tour | Second tour |  |
| Candidat       | Candidat                | Parti          | Voix         | %            | Voix        | %           |  |
| -------------- | ----------------------- | -------------- | ------------ | ------------ | ----------- | ----------- |  |
|                | Robert Hue élu          | PCF (MDC)      | 11 377       | 30,4         | 20 974      | 57,05       |  |
|                | Georges Mothron sortant | RPR            | 7 376        | 19,71        | 15 788      | 42,95       |  |
|                | Michel Bischoff         | FN             | 6 971        | 18,62        |             |             |  |
|                | Manuel Valls            | PS             | 6 484        | 17,32        |             |             |  |
|                | Patrice Crunil          | LO             | 1 020        | 2,73         |             |             |  |
|                | Bernard Girard          | Extrême droite | 968          | 2,59         |             |             |  |
|                | Emmanuel Thieblemont    | GÉ             | 830          | 2,22         |             |             |  |
|                | Michel Alborghetti      | LT-LNÉ         | 822          | 2,2          |             |             |  |
|                | Guy Blondeau            | LDI (MPF)      | 475          | 1,27         |             |             |  |
|                | Jean-Claude Mamet       | LCR            | 367          | 0,98         |             |             |  |
|                | Daniel Moranges         | MÉI            | 331          | 0,88         |             |             |  |
|                | Daniel Frigara          | PT             | 211          | 0,56         |             |             |  |
|                | Roland Dupin            | Extrême droite | 114          | 0,3          |             |             |  |
|                | Pierre Malet            | MDR            | 84           | 0,22         |             |             |  |
|                | François Dauplay        | Divers         | 0            | 0            |             |             |  |
|                |                         |                |              |              |             |             |  |
| Inscrits       | Inscrits                | Inscrits       | 59 030       | 100,00       | 59 027      | 100,00      |  |
| Abstentions    | Abstentions             | Abstentions    | 20 467       | 34,67        | 19 723      | 33,41       |  |
| Votants        | Votants                 | Votants        | 38 563       | 65,33        | 39 304      | 66,59       |  |
| Blancs et nuls | Blancs et nuls          | Blancs et nuls | 1 133        | 2,94         | 2 542       | 6,47        |  |
| Exprimés       | Exprimés                | Exprimés       | 37 430       | 97,06        | 36 762      | 93,53       |  |

#### Sixième circonscription (Sannois)
| Candidat       | Candidat                            | Parti          | Premier tour | Premier tour | Second tour | Second tour |  |
| Candidat       | Candidat                            | Parti          | Voix         | %            | Voix        | %           |  |
| -------------- | ----------------------------------- | -------------- | ------------ | ------------ | ----------- | ----------- |  |
|                | Jean-Pierre Delalande sortant réélu | RPR            | 13 961       | 34,41        | 23 672      | 56,19       |  |
|                | Delphine Mayrargue                  | PS             | 9 317        | 22,96        | 18 458      | 43,81       |  |
|                | Jean-Michel Dubois                  | FN             | 7 480        | 18,43        |             |             |  |
|                | Josiane Jeantils                    | PCF            | 3 012        | 7,42         |             |             |  |
|                | Jean-François Patingre              | Les Verts      | 1 740        | 4,29         |             |             |  |
|                | Patrick Tharreau                    | LDI (MPF)      | 1 255        | 3,09         |             |             |  |
|                | Yves Cottencon                      | LO             | 1 132        | 2,79         |             |             |  |
|                | Jean-Louis Charbit                  | LT-LNÉ         | 1 009        | 2,49         |             |             |  |
|                | Sylvie Barriere                     | MDC            | 695          | 1,71         |             |             |  |
|                | Jean-Pierre Bertres                 | MÉI            | 466          | 1,15         |             |             |  |
|                | Monique Jacobs                      | Extrême droite | 234          | 0,58         |             |             |  |
|                | Pierre Doyen                        | Divers gauche  | 222          | 0,55         |             |             |  |
|                | Nicolle Mercery                     | Divers droite  | 53           | 0,13         |             |             |  |
|                | Christine Desrues                   | Divers         | 0            | 0            |             |             |  |
|                |                                     |                |              |              |             |             |  |
| Inscrits       | Inscrits                            | Inscrits       | 64 983       | 100,00       | 64 983      | 100,00      |  |
| Abstentions    | Abstentions                         | Abstentions    | 22 898       | 35,24        | 20 465      | 31,49       |  |
| Votants        | Votants                             | Votants        | 42 085       | 64,76        | 44 518      | 68,51       |  |
| Blancs et nuls | Blancs et nuls                      | Blancs et nuls | 1 509        | 3,59         | 2 388       | 5,36        |  |
| Exprimés       | Exprimés                            | Exprimés       | 40 576       | 96,41        | 42 130      | 94,64       |  |

#### Septième circonscription (Montmorency)
| Candidat       | Candidat                   | Parti          | Premier tour | Premier tour | Second tour | Second tour |  |
| Candidat       | Candidat                   | Parti          | Voix         | %            | Voix        | %           |  |
| -------------- | -------------------------- | -------------- | ------------ | ------------ | ----------- | ----------- |  |
|                | Raymond Lamontagne sortant | RPR            | 13 044       | 28,13        | 21 911      | 43,07       |  |
|                | Yves Cochet élu            | Les Verts (PS) | 12 526       | 27,01        | 22 891      | 44,68       |  |
|                | Dominique Joly             | FN             | 9 023        | 19,46        | 6 436       | 12,56       |  |
|                | Serge Durand               | PCF            | 3 582        | 7,73         |             |             |  |
|                | Françoise Paris            | Divers gauche  | 1 981        | 4,27         |             |             |  |
|                | Albert Magarian            | LDI (MPF)      | 1 722        | 3,71         |             |             |  |
|                | François Delobelle         | LO             | 1 574        | 3,39         |             |             |  |
|                | Michel Lacoux              | MDC            | 1 489        | 3,21         |             |             |  |
|                | Francis George             | MÉI            | 751          | 1,62         |             |             |  |
|                | Philippe Lavaud            | Extrême droite | 361          | 0,78         |             |             |  |
|                | Joby Valente Dersion       | MDR            | 289          | 0,62         |             |             |  |
|                | Gérard Gehan               | Divers droite  | 26           | 0,06         |             |             |  |
|                | Bruno Luna                 | Divers         | 0            | 0            |             |             |  |
|                |                            |                |              |              |             |             |  |
| Inscrits       | Inscrits                   | Inscrits       | 72 169       | 100,00       | 72 155      | 100,00      |  |
| Abstentions    | Abstentions                | Abstentions    | 23 970       | 33,21        | 19 622      | 27,19       |  |
| Votants        | Votants                    | Votants        | 48 199       | 66,79        | 52 533      | 72,81       |  |
| Blancs et nuls | Blancs et nuls             | Blancs et nuls | 1 831        | 3,8          | 1 295       | 2,47        |  |
| Exprimés       | Exprimés                   | Exprimés       | 46 368       | 96,2         | 51 238      | 97,53       |  |

#### Huitième circonscription (Sarcelles)
| Candidat       | Candidat                   | Parti          | Premier tour | Premier tour | Second tour | Second tour |  |
| Candidat       | Candidat                   | Parti          | Voix         | %            | Voix        | %           |  |
| -------------- | -------------------------- | -------------- | ------------ | ------------ | ----------- | ----------- |  |
|                | Dominique Strauss-Kahn élu | PS             | 10 055       | 36,62        | 16 967      | 59,65       |  |
|                | Michel Montaldo            | RPR            | 5 749        | 20,94        | 11 477      | 40,35       |  |
|                | Jean-Luc Vazeilles         | FN             | 5 517        | 20,1         |             |             |  |
|                | Lucette Lebeau             | PCF            | 2 711        | 9,87         |             |             |  |
|                | Jean-Pierre Gellee         | GÉ             | 687          | 2,5          |             |             |  |
|                | Raymond Strub              | LDI (MPF)      | 570          | 2,08         |             |             |  |
|                | Mohamed El Marbati         | LO             | 530          | 1,93         |             |             |  |
|                | Virginie Cohen             | LT-LNÉ         | 519          | 1,89         |             |             |  |
|                | Bruno Giuliani             | LCR            | 231          | 0,84         |             |             |  |
|                | René Herbez                | MÉI            | 207          | 0,75         |             |             |  |
|                | Anne-Cécile Mevel          | US4J           | 201          | 0,73         |             |             |  |
|                | Roger Anglo                | MDR            | 184          | 0,67         |             |             |  |
|                | Dominique Blondel          | AREV           | 171          | 0,62         |             |             |  |
|                | Stephan Lesoeur            | Divers gauche  | 104          | 0,38         |             |             |  |
|                | Nathalie Douay             | Divers         | 15           | 0,38         |             |             |  |
|                | Autres candidats           | Divers gauche  | 3            | 0,38         |             |             |  |
|                |                            |                |              |              |             |             |  |
| Inscrits       | Inscrits                   | Inscrits       | 45 826       | 100,00       | 45 824      | 100,00      |  |
| Abstentions    | Abstentions                | Abstentions    | 17 262       | 37,67        | 15 612      | 34,07       |  |
| Votants        | Votants                    | Votants        | 28 564       | 62,33        | 30 212      | 65,93       |  |
| Blancs et nuls | Blancs et nuls             | Blancs et nuls | 1 110        | 3,89         | 1 768       | 5,85        |  |
| Exprimés       | Exprimés                   | Exprimés       | 27 454       | 96,11        | 28 444      | 94,15       |  |

#### Neuvième circonscription (Gonesse)
| Candidat       | Candidat               | Parti               | Premier tour | Premier tour | Second tour | Second tour |  |
| Candidat       | Candidat               | Parti               | Voix         | %            | Voix        | %           |  |
| -------------- | ---------------------- | ------------------- | ------------ | ------------ | ----------- | ----------- |  |
|                | Marcel Porcher sortant | RPR                 | 9 064        | 25,13        | 14 598      | 37,51       |  |
|                | Jean-Pierre Blazy élu  | PS (Les Verts, PRS) | 8 912        | 24,71        | 17 869      | 45,92       |  |
|                | Yves De Coatgoureden   | FN                  | 8 029        | 22,26        | 6 449       | 16,57       |  |
|                | Michel Toumazet        | PCF                 | 5 443        | 15,09        |             |             |  |
|                | Jérôme Carey           | LO                  | 1 170        | 3,24         |             |             |  |
|                | André Korchia          | GÉ                  | 972          | 2,7          |             |             |  |
|                | Daniel Toussaint       | LDI (MPF)           | 831          | 2,3          |             |             |  |
|                | Albert Lapeyre         | LT-LNÉ              | 782          | 2,17         |             |             |  |
|                | Bertrand Sicard        | MÉI                 | 326          | 0,9          |             |             |  |
|                | Didier Mandarino       | Extrême droite      | 208          | 0,58         |             |             |  |
|                | Raphaël Jean Etienne   | MDR                 | 176          | 0,49         |             |             |  |
|                | Claude Jeannin         | Divers gauche       | 149          | 0,41         |             |             |  |
|                | Philippe Juret         | Divers              | 1            | 0            |             |             |  |
|                |                        |                     |              |              |             |             |  |
| Inscrits       | Inscrits               | Inscrits            | 56 136       | 100,00       | 56 130      | 100,00      |  |
| Abstentions    | Abstentions            | Abstentions         | 18 594       | 33,12        | 15 910      | 28,34       |  |
| Votants        | Votants                | Votants             | 37 542       | 66,88        | 40 220      | 71,66       |  |
| Blancs et nuls | Blancs et nuls         | Blancs et nuls      | 1 479        | 3,94         | 1 304       | 3,24        |  |
| Exprimés       | Exprimés               | Exprimés            | 36 063       | 96,06        | 38 916      | 96,76       |  |